# Michał Ostrowski (siatkarz)
Michał Ostrowski (ur. 29 marca 1990 w Radomiu) – polski siatkarz, grający na pozycji środkowego.
Wychowanek Czarnych Radom. W sezonie 2012/2013 z radomską drużyną awansował do I ligi.
Jego o 2 lata młodszy brat Daniel, również jest siatkarzem.
15 marca 2024 roku siatkarzowi i jego żonie Martynie urodził się syn o imieniu Wojtek.
Po ukończonym sezonie 2023/2024 postanowił zakończyć siatkarską karierę. Nie na długo zakończył karierę, gdyż od sezonu 2024/2025 jest zawodnikiem II-ligowego klubu Enea KKS Kozienice.

## Sukcesy klubowe
Mistrzostwo I ligi:
- 2013